# Djadovsko
Djadovsko of Dyadovsko (Bulgaars: Дядовско) is een dorp in Bulgarije. Het dorp is gelegen in de gemeente Tsjernootsjene, oblast Kardzjali. Het dorp ligt 15 km ten noorden van Kardzjali en 191 km ten zuidoosten van de hoofdstad Sofia.

## Bevolking
In de eerste volkstelling van 1934 werden 292 inwoners geregistreerd. Dit aantal nam continu toe en bereikte in 1965 een maximum van 568 inwoners. Sindsdien daalt het inwonersaantal langzaam maar geleidelijk. Op 31 december 2020 telde het dorp 364 inwoners.
De inwoners zijn nagenoeg uitsluitend Bulgaarse Turken (385 personen, oftewel 99,7% van de respondenten in 2011).
| Etnische samenstelling van de respondenten (2011) | Etnische samenstelling van de respondenten (2011) | Etnische samenstelling van de respondenten (2011) | Etnische samenstelling van de respondenten (2011) | Etnische samenstelling van de respondenten (2011) |
| ------------------------------------------------- | ------------------------------------------------- | ------------------------------------------------- | ------------------------------------------------- | ------------------------------------------------- |
|                                                   |                                                   |                                                   |                                                   |                                                   |
| Bulgaren                                          | Bulgaren                                          |                                                   | 0,0%                                              | 0,0%                                              |
| Turken                                            | Turken                                            |                                                   | 99,7%                                             | 99,7%                                             |
| Roma                                              | Roma                                              |                                                   | 0,0%                                              | 0,0%                                              |
| Anders/Onbekend                                   | Anders/Onbekend                                   |                                                   | 0,3%                                              | 0,3%                                              |

Van de 392 inwoners die in februari 2011 werden geregistreerd, waren er 52 jonger dan 15 jaar oud (13%), zo'n 285 inwoners waren tussen de 15-64 jaar oud (73%), terwijl er 55 inwoners van 65 jaar of ouder werden geteld (14%).